# Sony DSC-D770
Sony DSC-D770 (Sony Cybershot D770) — цифровая однообъективная зеркальная камера фирмы Sony, рассчитанная на любителей. Обновлённая версия Sony DSC-D700, разделяющая все его технические характеристики, включая 2,5" TFT-экран. Новшествами является режим чувствительности ISO 50, улучшенная система автофокуса и улучшенный алгоритм обработки изображения для более чётких снимков.

## Описание
Sony DSC-D770 является настоящим зеркальным фотоаппаратом с большим видоискателем, располагающимся на уровне глаз. К его особенностям можно также причислить пятикратный зум с ручной фокусировкой, а также возможность сохранять снимки в JPG и TIFF форматах. В отличие от предшественника имеет тёмно-серый цвет корпуса, а также слегка изменённые клавиши управления.

## Комплект поставки
- аккумуляторная батарея LiPo NP-F550 (1 шт.);
- зарядное устройство BC-V615 (1 шт.);
- крышка объектива (1 шт.);
- крышка видоискателя (1 шт.);
- беспроводной пульт дистанционного управления RM-S7D (1 шт.);
- A/V-кабель (1 шт.);
- плечевой ремень BLT-10 (1 шт.)
- адаптер карт-памяти MSAC-PR1 (1 шт.);
- инструкция по эксплуатации (1 шт.) [1].